# Schutzgruppe (terroristische Vereinigung)
Die Schutzgruppe (SG) war eine rechtsterroristische Vereinigung aus München. 

## Beschreibung
Der SG gehörten etwa zehn Mitglieder der Neonazi-Organisation Kameradschaft Süd an. Die Schutzgruppe verfügte über ein großes Arsenal an Waffen und Sprengstoff, das sie sich auf illegalem Weg beschafft hatte. Die Gruppe um den Neonazi Martin Wiese plante nach Erkenntnissen der Polizei Bayern einen Anschlag auf die Grundsteinlegung des jüdischen Kulturzentrums München am 9. November 2003 auf dem Münchner St.-Jakobs-Platz. Wiese soll, so der Vorwurf, den Sprengstoffanschlag zusammen mit der Schutzgruppe zum 65. Jahrestag der Reichspogromnacht am 9. November 2003 geplant haben.
Der geplante Terroranschlag war in Deutschland bis zum Bekanntwerden des Nationalsozialistischen Untergrunds 2011 der bekannteste Akt des Rechtsterrorismus. Von Kritikern wurde die enge Verstrickung des Verfassungsschutzes in die terroristisch-rechte Szene mittels V-Leuten kritisiert.

## Prozesse
Dem Anführer Wiese und drei seiner engsten Vertrauten wurden Mitgliedschaft in einer terroristischen Vereinigung, Vorbereitung von Sprengstoffverbrechen, Verstoß gegen das Kriegswaffenkontrollgesetz und unerlaubter Besitz von Waffen und Sprengstoff zur Last gelegt. Der Hauptstreitpunkt zwischen Anklage und Verteidigung war in den Prozessen, wie konkret die Anschlagsvorbereitungen gediehen waren. Die Rolle des V-Manns Didier M., der 2002 zu der ein Jahr zuvor gegründeten Kameradschaft Süd gestoßen war, blieb unklar.